# عبد الرحمن حسن مرتع
عبد الرحمن حسن مرتع من قارئي القرآن الكريم ومن أئمة المساجد في المملكة العربية السعودية، يعمل إماما وخطيبا لجامع الزهراء بحي السلامة بمدينة جدة.

## وصلات خارجية
- مصحف الشيخ عبد الرحمن حسن مرتع في موقع نداء الايمان
- مصحف الشيخ عبد الرحمن حسن مرتع في موقع طريق الصالحين
- مصحف الشيخ عبد الرحمن حسن مرتع في موقع مكتبة شق الراعي الإسلامية